# Стовис
Стовис (англ. Stovies, также stovy tatties, stoved potatoes, stovers or stovocks) — шотландское блюдо типа стью на основе картофеля. Рецепты и ингредиенты сильно различаются, но блюдо содержит картофель, жир, обычно лук и часто кусочки мяса. В некоторых вариантах могут быть добавлены и другие овощи.
Картофель готовят путем медленного тушения в закрытой кастрюле с жиром (можно использовать сало, говяжий жир или сливочное масло) и часто с небольшим количеством воды , иногда с другими жидкостями, такими как молоко, бульон или холодец. Стовис можно подавать с холодным мясом или овсяными лепёшками, а иногда и с маринованной свёклой.
«To stove» на шотландском языке означает «тушить». Этот термин происходит от французского прилагательного étuvé, которое переводится как «тушёный». Версии без мяса называют barfit («босиком»), а версии с мясом — high-heelers («на высоких каблуках»).
Под влиянием шотландской кухни аналогичное блюдо появилось во французской

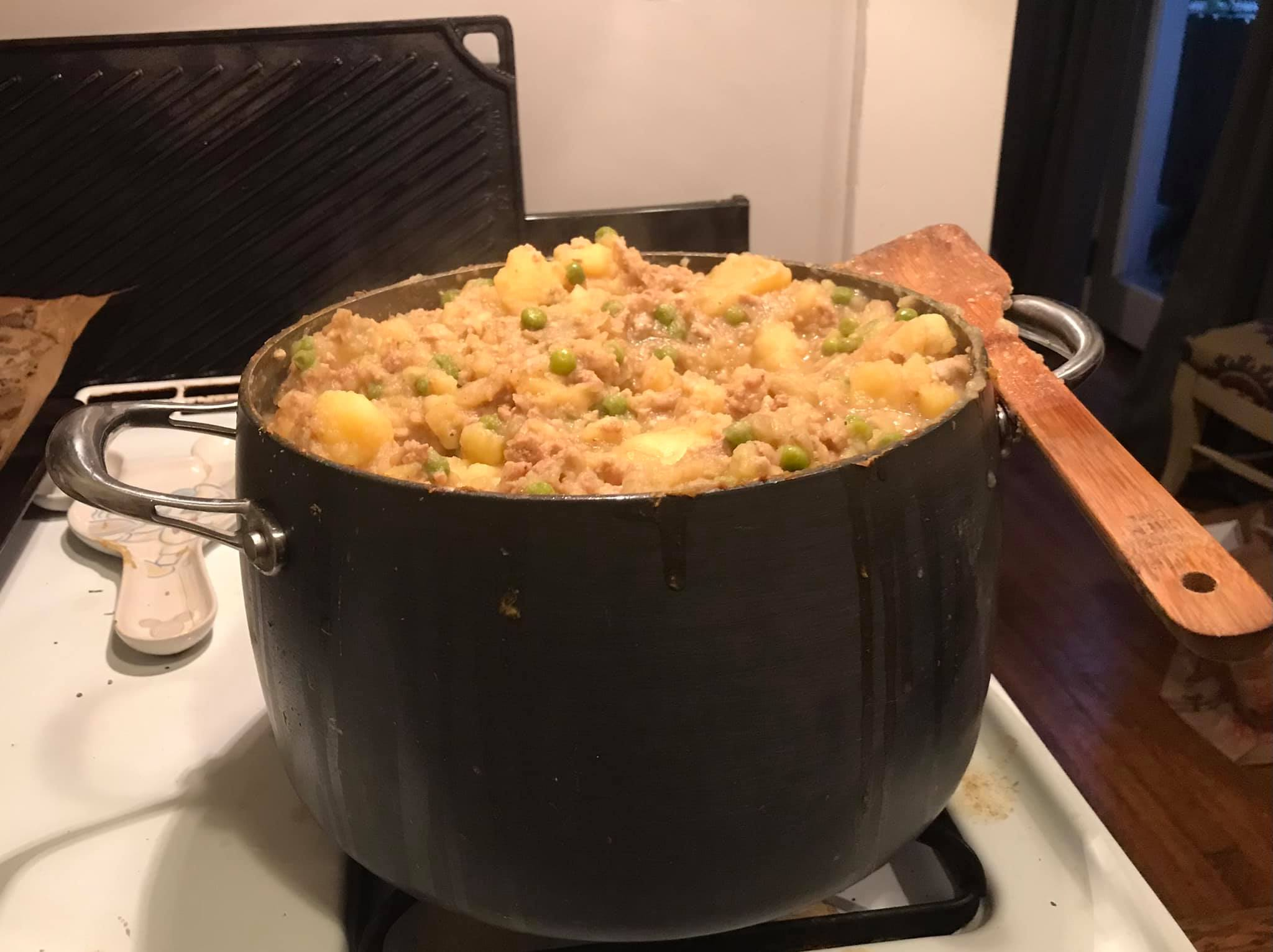
Домашний стовис с нетипичным добавлением гороха
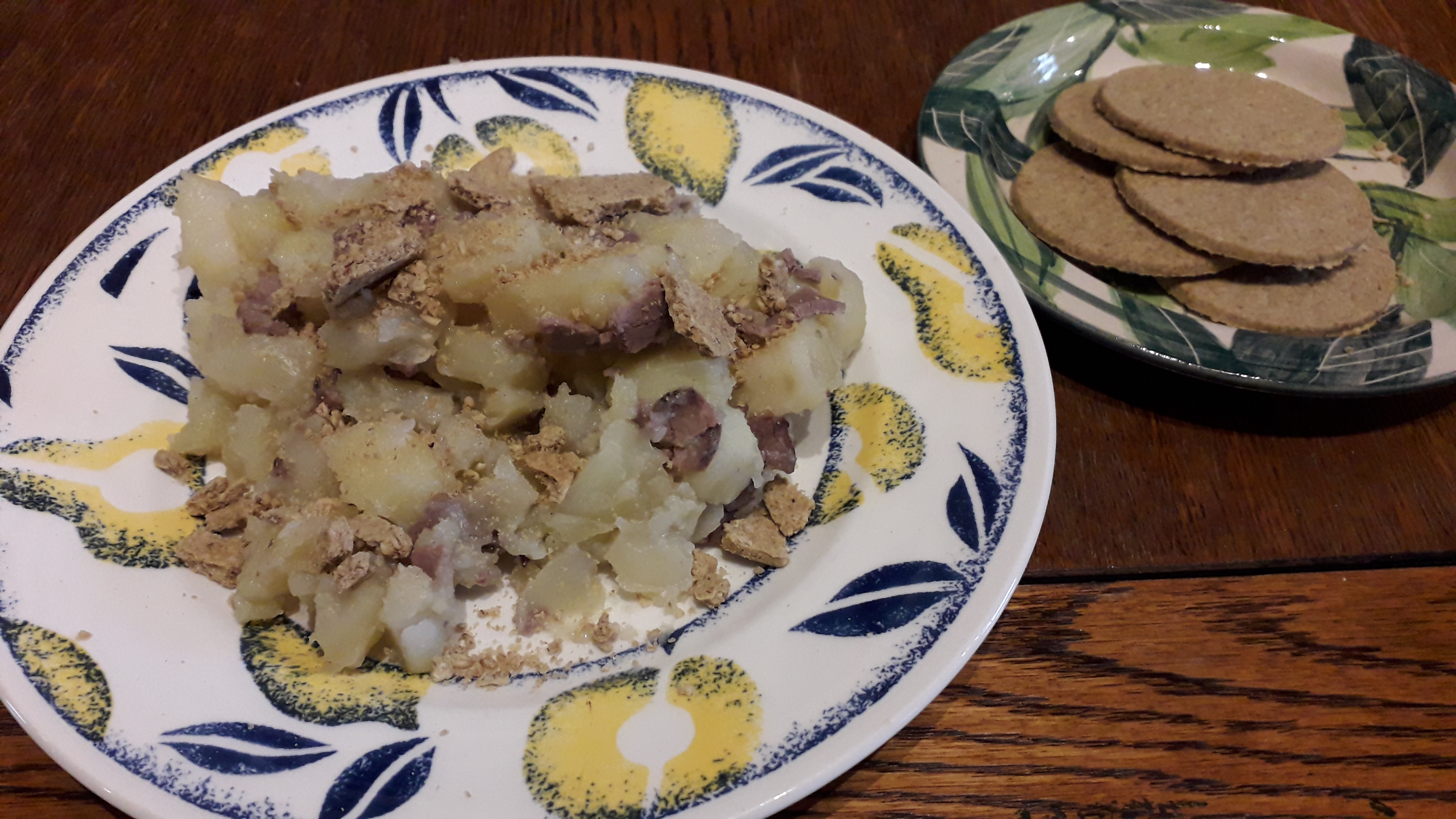
Стовис с говяжьими обрезками и овсяными лепёшками